# Liu Dingshuo
Liu Dingshuo (chinesisch 劉定碩 / 刘丁硕, Pinyin Liú Dìngshuò; * 13. Januar 1998) ist ein chinesischer Tischtennisspieler.

## Werdegang
Liu begann mit sechs Jahren mit dem Tischtennissport.
Er wurde 2012 in die chinesische Nationalmannschaft aufgenommen und 2015 befördert. Auf der World Tour gewann er die Brazil Open 2014 und wurde im Jahr 2015 sowohl im Einzel als auch mit der Mannschaft Jugend-Weltmeister.

## Turnierergebnisse
| Verband | Veranstaltung             | Jahr | Ort          | Land | Einzel     | Doppel     | Mixed         | Team | U-21       |
| ------- | ------------------------- | ---- | ------------ | ---- | ---------- | ---------- | ------------- | ---- | ---------- |
| CHN     | World Tour                | 2019 | Linz         | AUT  | letzte 64  |            |               |      |            |
| CHN     | World Tour                | 2019 | Bremen       | GER  | letzte 16  |            |               |      |            |
| CHN     | World Tour                | 2019 | Stockholm    | SWE  | letzte 64  |            |               |      |            |
| CHN     | World Tour                | 2019 | Sapporo      | JPN  | letzte 32  |            |               |      |            |
| CHN     | World Tour                | 2018 | Geelong      | AUS  | Silber     |            |               |      |            |
| CHN     | World Tour                | 2018 | Stockholm    | SWE  | letzte 32  |            |               |      |            |
| CHN     | World Tour                | 2018 | Linz         | AUT  | letzte 32  |            |               |      |            |
| CHN     | World Tour                | 2018 | Kitakyūshū   | JPN  | letzte 32  |            |               |      |            |
| CHN     | World Tour                | 2018 | Doha         | QAT  | Qual.      |            |               |      |            |
| CHN     | World Tour                | 2018 | Budapest     | HUN  | Halbfinale |            |               |      |            |
| CHN     | World Tour                | 2017 | Stockholm    | SWE  | letzte 16  |            |               |      |            |
| CHN     | World Tour                | 2014 | Santos       | BRA  | Gold       |            |               |      | Silber     |
| CHN     | World Tour                | 2014 | Buenos Aires | ARG  | Halbfinale |            |               |      | Halbfinale |
| CHN     | World Tour Grand Finals   | 2018 | Incheon      | KOR  | letzte 16  |            |               |      |            |
| CHN     | Jugend-Asienmeisterschaft | 2013 | Doha         | QAT  | Gold       |            |               | 1    |            |
| CHN     | Jugend-Weltmeisterschaft  | 2015 | Vendée       | FRA  | Gold       | Silber     | Viertelfinale | 1    |            |
| CHN     | Jugend-Weltmeisterschaft  | 2014 | Shanghai     | CHN  | Halbfinale | Halbfinale | Viertelfinale |      |            |